# José Luis Abajo

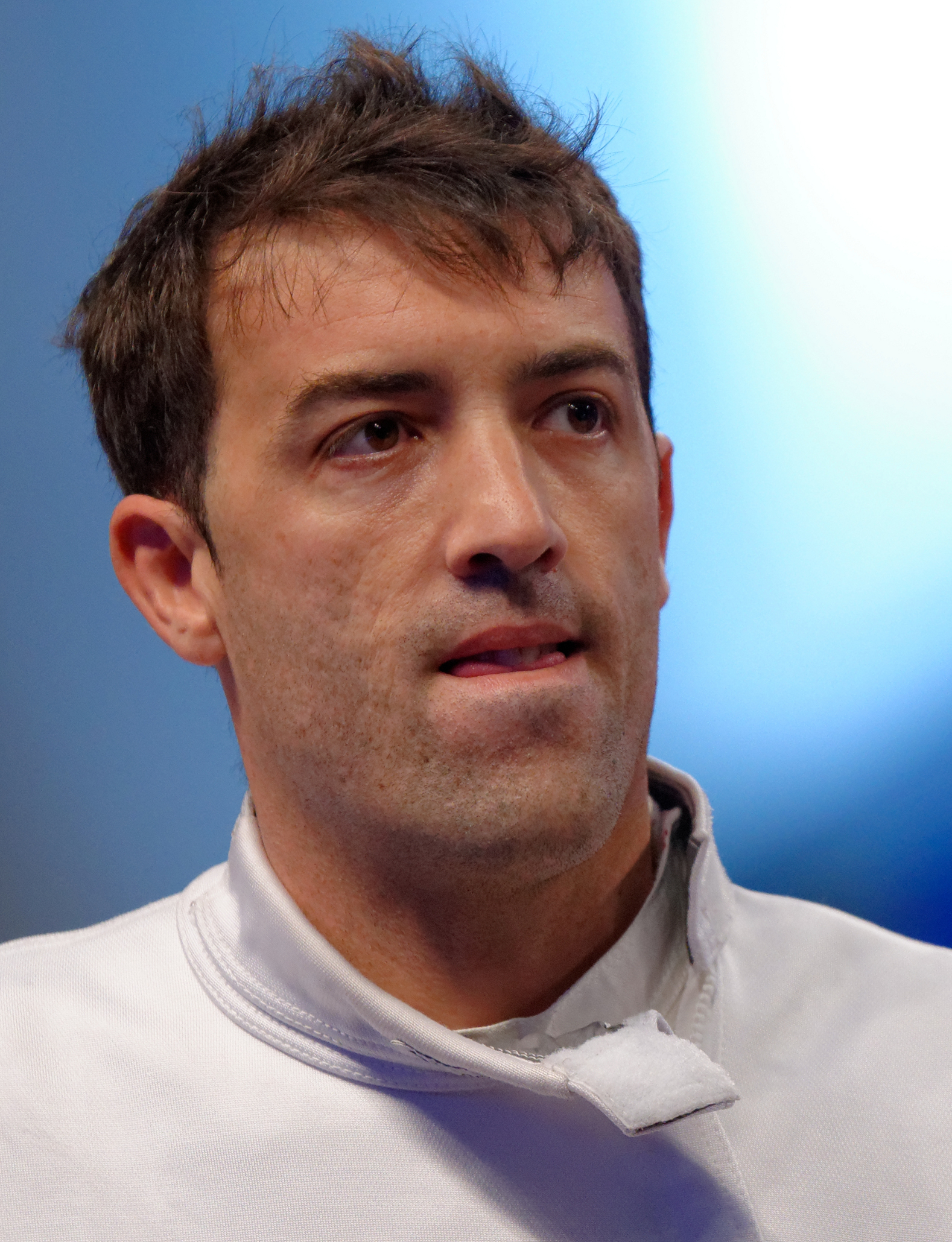
José Luis Abajo (2014)

José Luis Abajo Gómez (* 22. Juni 1978 in Madrid) ist ein spanischer Degenfechter.
Abajo errang 2000 bei der Europameisterschaft in Madeira Silber mit der Degen-Mannschaft.
Bei der Weltmeisterschaft 2006 gewann er im Mannschaftswettbewerb gemeinsam mit seinen Mannschaftskollegen Ignacio Canto, Juan Castañeda und Eduardo Sepulveda Puerto die Silbermedaille.
Bei den Olympischen Sommerspielen 2008 in Peking besiegte er den Ungarn Gábor Boczkó und gewann Bronze.
Im Jahr 2009 gewann José Luis Abajo bei den Weltmeisterschaften in Antalya ebenfalls eine Bronzemedaille im Einzel.
2014 errang er bei der Europameisterschaft in Straßburg Silber mit der Mannschaft.